# Gelli de Belén
Gelli de Belén (25 de mayo de 1973, Manila), es una popular actriz filipina de películas, actual esposa del actor y cantante Ariel Rivera con quien tiene dos hijos. Además es considerada como una de las primeras mujeres de su país, para dedicarse también muy pronto a la música con una canción junto a un rapero filipino. La canción será "Sr. DJ", con el rapero y actor Andrew E.. Junto a su esposo y sus dos hijos, actualmente residen en Canadá.
- Datos: Q5530466